# World of Warcraft: Shadowlands
World of Warcraft: Shadowlands (укр. Світ Воєнного ремесла: Землі тіней) — восьме доповнення до відеогри World of Warcraft, анонсоване 1 листопада 2019 року на BlizzCon і видане 23 жовтня 2020 року. Дії сюжету Shadowlands відбуваються в Землях тіней, куди потрапляють душі мерців. У доповненні запроваджена нова система розвитку персонажів, максимальний рівень скорочений зі 120-го до 60-го, представникам всіх рас доступний клас лицарів смерті, а на старті доповнення в ігровий світ будуть додані 5 нових зон, що знаходяться в Землях тіней.

## Нововведення
Розробники продовжили розширювати процес створення нового персонажу і вибору різних варіантів його зовнішнього оформлення. Для ігрових персонажів задуманий вибір, зокрема, індивідуального татуювання і кольору шкіри, а для персонажів людей стане доступний вибір однієї з рас: європеоїдної, негроїдної або монголоїдної. Розробники продовжують працювати над унікальним стилем бою для кожної спеціалізації.

### Оновлена система рівнів
Для Shadowlands передбачено «стиснення рівнів» — перехід на нову шкалу рівнів розвитку персонажа як для новостворених, так і для вже присутніх ігрових персонажів. З моменту виходу World of Warcraft у 2004 році кожне чергове доповнення піднімало максимально рівень персонажа в грі на 5 або 10 одиниць. Станом на 2019 рік максимальним рівнем для персонажів був 120-й, при цьому приріст в характеристиках був невеликим і практично непомітним. У Shadowlands кожен з нових 60 рівнів повинен давати нову здатність, талант або якесь інше значуще поліпшення.
Зі «стисненням» персонажі 120 рівня будуть знижені до 50 рівня і зможуть досягти в нових зонах Shadowlands максимального 60 рівня; ці зони будуть доступні тільки для персонажів 50 рівня і вище. При цьому трохи видозміниться система розвитку до 50 рівня: перші 10 рівнів персонажі отримають в стартових локаціях, після чого до 50 рівня будуть освоювати контент Battle for Azeroth або — поговоривши з особливим персонажем Хромі — будь-якого з попередніх доповнень за своїм вибором.

### Підземелля і рейди
У Shadowlands анонсовані нові підземелля і рейди. В їх числі заявлений Торґаст, Вежа проклятих — це нескінченне випадково генероване підземелля, яке можна проходити безліч разів поодинці або в складі групи; кожне проходження повинно відрізнятися від попереднього. За сюжетом гравцям необхідно боротися з прислужниками Тюремника — жахливого владики Торґаста; перемога дозволяє отримати легендарні скарби та звільнити душі героїв, яких несправедливо ув'язнили в Торґаст. Гравці повинні збирати аніму — життєву силу душ. Зібрану аніму можна перетворити в особливі вміння та здібності, які роблять сходження на наступні поверхи Торґаста простішим. Подібно до світів в іграх жанру roguelike, кожен новий поверх башти генерується процедурно, і неможливо дістатися до вершини вежі — вона нескінченна; проте, на вищих поверхах гравці стикаються з усе складнішими супротивниками. За словами технічного директора гри Френка Ковальковські та старшого геймдизайнера Пола Кубіта, на розробку Торґаста вплинуло відносно невелике, але популярне серед гравців завдання в доповненні Legion. Але те завдання з часом приїдається — цю проблему повинна вирішити процедурна генерація в Торґасті.

### Ковенанти
Землями тіней правлять 4 ковенанти, які харчуються силою душ, що прибувають — анімою. В результаті дій на Азероті всі душі починають відразу потрапляти в Утробу, в результаті чого ковенанти починають втрачати силу. За задумом розробників, гравці повинні зробити вибір на користь одного з чотирьох ковенантів, що надалі визначить сюжетну лінію конкретного персонажа і дозволить відновити колишню велич обраного ковенанту.
Оскільки ковенанти наповнені давно померлими персонажами, то в них перебувають деякі з них: в ковенанті Бастіон — Утер Світлоносний, в ковенанті Малдраксус — Дрека, в ковенанті Арденвельд — напівбог Кенарій, в ковенанті Ревендрет — Кель'тас Сонцеходець.

### Легендарні предмети
У Shadowlands анонсовано додавання легендарних предметів, схожих з тими, що були в Legion. Вони не будуть випадковою здобиччю — їх можна буде створювати, беручи участь в одноосібному чи груповому контенті, пов'язаному з Вежею проклятих.
У Землях тіней знаходиться Кузня Панування, на якій свого часу була викувана Крижана Скорбота — меч полеглого принца Артаса. На цій Кузні можна створити предмет Панування, який надалі можна буде додатково посилити, заповнивши відповідну комірку.

## Сюжет
Сильвана Вітрогін, колишній вождь Орди, пронизала бар'єр, що відокремлює Азерот від царства мертвих, чим почала ланцюжок подій, який може порушити рівновагу між силами життя і смерті. Герої Азероту зіткнуться з чудесами та жахами потойбічного світу, намагаючись запобігти наслідкам дій Сильвани.
У потойбічному світі порушується лад. Раніше душі мерців потрапляли в різні царства, де їм давалася належна відплата. Проте тепер усі душі затягує Утроба, у якій найстрашніші лиходії приречені страждати вічно. Намагаючись відновити цикл життя і смерті й дізнатися, що задумала Сільвана, необхідно укласти союз з ковенантами, які правлять різними царствами в Землях тіней.
Стійкі кірії з Бастіону — дисципліновані хранителі, які вважають своїм обов'язком захищати душі смертних, які прибувають у Землі тіней. Таємничий нічний народ з Арденвельда затято захищає духів природи від тих, хто хоче перешкодити їм відродитися у світі живих. Хитромудрі вентіри з Ревендрета, які харчуються душами гордіїв і чваньків у похмурому царстві декадентської розкоші та витончених мук. Войовничі некролорди з Малдраксуса, які збирають армії нежиті для захисту Земель тіней і шанують тих, хто прагне здобути честь і могутність у бою.
Досліджуючи Землі тіней, гравці також зустрінуться з давно загиблими легендами всесвіту Warcraft, такими як Утер Світлоносний, який бореться проти темних сил, що намагаються перетворити його на символ відплати, і Кель'тас, який потрапив до Ревендрета за скоєні за життя злочини й мріє помститися старому ворогові.

## Розробка
Доповнення Shadowlands було анонсоване 1 листопада 2019 року на BlizzCon. Крайнім терміном виходу доповнення назване 31 грудня 2020 року. Після оформлення замовлення гравці отримають доступ до класу лицарів смерті для союзних рас і пандаренів ще до виходу самого доповнення (але не раніше за вихід оновлення 8.3 «Видіння Н'Зота»).